# 大塚惟精
大塚惟精（日语：／ Ōtsuka Isei，1884年12月11日—1945年8月6日），日本政治家。
出生在熊本縣。其父大塚惟一是一位書法家，出仕於細川侯爵家。1909年7月東京帝國大學法科大學政治學專業畢業。同年11月通過高等文官試驗，12月進入內務省，在愛知縣內務部庶務課工作。此後歷任德島縣、宮城縣、神奈川縣警察部長。1924年任栃木縣知事。1926年任福岡縣知事。1927年任石川縣知事。1929年任內務省警保局長。1931年辭職，同年擔選貴族院議員。
第二次世界大戰期間，任陸軍司政長官，被派遣到東南亞的日佔區。1943年4月，任第25軍蘇門答臘軍政監部顧問。1944年3月離職歸國。1945年4月任廣島縣知事，兼任中國地方行政協議會會長。同年6月轉任中國地方總監。
8月6日早晨，美軍在廣島投下原子彈的時候，大塚正在市區中心上流川町的邸宅，等待專車接送。其房梁被衝擊波擊塌，大塚被壓在下面無法動彈。眼看火災迫在眉睫，大塚叫夫人愛子速速避難，隨即被火燒死。
大塚惟精的官邸中國總監府也位於受災區域，副總監服部直彰當時在廣島文理科大學本館（後為廣島大學理學部1號館）內，身負重傷。總共有十餘名高官死傷，總監府事實上已喪失了其機能。廣島縣知事高野源進當時正在出差，倖免於難。日本投降後，日本於8月23日任命兒玉九一（兒玉源太郎的第七子）為新的總監，於11月6日廢除該職務。

## 外部連結
- 石瀧豊美「武士道から見た黒田騒動」:お綱さんツアー◆黒田騒動史跡めぐり（二）
- 広島ゆかりの人たちNo.6（歴代県知事）

| 大塚惟精          |                          |                 |
| 職位新設立        | 中國地方總監 1945年      | 繼任： 兒玉九一 |
| 前任： 松村光磨   | 廣島縣知事 1945年        | 繼任： 高野源進 |
| 前任： 白根竹介   | 石川縣知事 1927年        | 繼任： 橫山助成 |
| 前任： 柴田善三郎 | 福岡縣知事 1926年-1927年 | 繼任： 齋藤守圀 |
| 前任： 山脇春樹   | 栃木縣知事 1924年-1926年 | 繼任： 藤岡兵一 |